# 水尾嘉孝
水尾 嘉孝（みずお よしたか、1968年5月2日 - ）は、奈良県橿原市出身の元プロ野球選手（投手・左投左打）。
現役時代は日本のプロ野球 (NPB) で13年間にわたり、主にリリーフ左腕として活躍。通算269試合に登板し、引退後はイタリア料理のシェフに転身した。

## 来歴

### プロ入り前
1968年5月2日に香川県坂出市で生まれたが、小中学校時代は奈良県や大阪府で育った。小学校3年の時に五条ドンキーズ（奈良県）で野球を始め、県大会ベスト4になった。中学2年生の時、橿原市立八木中学校から豊中市立第五中学校へ転校し、投手として活躍。中学卒業後には高知県の明徳義塾高校に野球留学した。高校2年春には学校関係者の不祥事で推薦取り消しとなり、3年春は補欠校だった。3年（1986年）夏は高知大会の決勝戦に進出したが、岡林洋一を擁する高知商業相手に、9回二死から逆転サヨナラ3点本塁打により敗退した。
東京の大学へ進学することを希望していたが、それは叶わず、高校卒業後は福井工業大学工学部に1987年に開設された経営工学科に進学した。左肘の故障で2度手術を行い、1年半をリハビリに費やし、投球再開は大学2年秋になった。その後は左のエースとして活躍、北陸大学野球リーグでは在学中8回の優勝を経験する。1989年から2年連続で日米大学野球日本代表に選出され、4年時は1990年6月の全日本大学野球選手権大会2回戦で福岡大学を延長11回16奪三振で完封し、注目を集めた。準々決勝で小池秀郎、高津臣吾らのいた亜細亜大学に2対3で惜敗した。また1990年秋のリーグ最終戦（金沢大学戦）では17奪三振・3失点で完投勝利し、最優秀選手となり、同年11月の明治神宮大会でも先発したが初戦敗退。ワールドカップ日本代表にも選出されている。大学時代の通算成績は11勝1敗・防御率1.48。

### プロ入り後

#### 大洋・横浜時代
同年11月24日に開催されたドラフト会議の前には、小池秀郎（亜細亜大学）とともに「大学球界の左の2枚看板」と高い評価を受け、小池や長谷川滋利（立命館大学）や「社会人ナンバーワン投手」と評された木村恵二（日本生命）とともに即戦力投手の目玉の一人と評されていたが、本人は上京志向が強かったことから在京球団への入団を希望していた。本人の第一希望はヤクルトスワローズ、第二希望は読売ジャイアンツ（巨人）だったが、前者は小池を1位指名することを決めていたことから水尾を指名することはなく、後者も獲得の積極意思は見せなかった。そのような中で小池の争奪戦を回避することを決めた横浜大洋ホエールズから1位指名を確約されたことから、大洋以外から指名された場合は熊谷組に就職することを決め、同月19日までに事前調査で対面していた中日ドラゴンズ、広島東洋カープ、阪神タイガース、近鉄バファローズ、日本ハム・ファイターズ、ロッテ・オリオンズの6球団に対してはそれぞれ入団拒否の意向を伝えた。そしてドラフト会議当日に大洋から1位指名を受け、入団した。福井工業大学からのドラフト指名選手は当時4人目だったが、社会人野球を経由せず直接ドラフト1位指名を受けた選手は水尾が初だった。なお、意中の大洋以外から指名された場合は内定していた熊谷組に就職することを表明していた。プロ1年目の年俸は840万円（推定額）。また推定契約金額は1億円だったが、この額は当時、前年に近鉄バファローズに入団した野茂英雄の1億2000万円に次ぐ金額で、大洋球団としては契約金・年俸とも当時最高額であった。プロ入り当時は「球威、スピード、コントロールをすべて兼ね備えた投手になりたい」と目標を掲げていたほか、尊敬する投手として桑田真澄（巨人）、対戦を希望する打者として落合博満（中日）の名前を挙げていた。
しかし、プロ入り直前に腰を痛め、プロ1年目の1991年は同年一軍登板はなく、二軍（イースタン・リーグ）でも打ち込まれて19試合登板・6勝4敗・防御率5.69の成績に終わった。
1992年（年俸740万円）は一軍入りが予想され、一軍戦8試合に登板したが、0勝3敗・防御率5.04の成績に終わった。
1993年（年俸740万円）は、4月22日の対広島東洋カープ戦で先発登板したが、打者4人相手に一死も取れず3被安打・1死球・4失点の成績に終わって降板し、そのまま二軍落ちした。
1994年（年俸720万円）は二軍（イ・リーグ）で10勝を挙げて最多勝利投手となったが、一軍では11試合登板・0勝1敗・防御率6.28の成績に終わる。また大洋・横浜時代は故障により満足な投球ができなかった中で、当時の監督からサイドスロー転向を命じられたが、「自分が後悔する」と考えてこれを拒否したところ、二軍でも練習をさせてもらえなくなった。しかしこのころ、バッテリーコーチに指導を乞うたところ、そのコーチから「力任せに投げるな」と指摘を受け、フォーム改造に取り組んだ。

#### オリックス・西武時代
1994年11月11日には大学の先輩にあたる伊藤敦規・飯塚富司との2対3の交換トレードにより、渡部高史・堀江賢治と共にオリックス・ブルーウェーブへ移籍することが発表された。これは当時、先発投手が不足していた横浜が、先発・救援の双方に対応できる伊藤の獲得を希望し、水尾との1対1のトレードを申し入れていたものだが、オリックス側が1対1のトレードに難色を示したため、横浜が左投手の渡部と内野手の堀江をトレード要員に追加し、オリックス側も飯塚をトレード要員に加えたことにより成立したものだった。オリックス移籍後は仰木彬監督の指示を受けて中継ぎに転向。本人は後年、中継ぎとして活躍したオリックス時代について「活躍できたのは仰木監督のおかげ。仰木監督はベンチの選手全員を戦力と考え、チャンスを与えようとする人だった」と述べている。
1995年は、シーズン最終戦（消化試合）の10月2日に対近鉄バファローズ戦で移籍後初登板・初先発すると、プロ入り5年目で初勝利を記録した。
1996年は一軍ではわずか1試合の登板に終わった。同年オフには腰を手術したため、翌シーズンの契約は術後の経過を観察しつつ、春季キャンプ後まで保留することとなった。
1997年以降は中継ぎ投手として活躍し、同年は橋本武広（西武ライオンズ）とともにセ・パ両リーグ最多となる68試合に登板して1勝2敗2セーブ・防御率2.26の成績を残し、シーズンオフには年俸が2,200万円と大幅に増額された。
1998年もチーム最多となる55試合に登板し、3勝0敗・防御率1.89の成績を残し、中継ぎエースの座を築いた。
1999年は年俸3,300万円でシーズンに臨み、30試合にリリーフとして登板（投球回数：12回／0勝0敗・防御率3.00）したが、左肘を痛めて9月に軟骨除去手術を受けた。
2000年シーズン（推定年俸2,700万円）は8月に対西武戦で1,711日ぶりに先発登板したが、わずか9試合の登板（0勝1敗・防御率5.19）に終わった。同シーズン終了後（10月6日）にオリックスから戦力外通告を受け、西武へテスト入団。
2001年（推定年俸：1,800万円）はチーム3番目となる48試合に登板して2勝1敗・防御率3.99の成績を残した。
2002年（推定年俸：2,100万円）も35試合に登板して防御率1.80（勝敗なし）の成績を残した。しかし、このころには腰痛を抱えながら投げていたことで首にしびれが出るようになっていった。
2003年シーズン（推定年俸：3000万円）は2試合の登板に終わり、同年10月9日に再び西武から戦力外通告を受けた。12月2日付でNPBコミッショナー事務局から自由契約選手として公示され、同年限りで西武を退団。
西武退団後、複数球団の入団テストを受験したが、日本 (NPB) ではどの球団からも高年齢（当時35歳）を理由に採用されず、学生時代からの夢だったメジャー (MLB) 挑戦を目指して渡米。2004年3月22日に行われたアナハイム・エンゼルスの入団テストに合格し、同月29日に33万5,000ドル（約3,685万円）のメジャー契約（1年契約）を結んだ。傘下のAAA級ソルトレイク・スティンガーズで開幕を迎えるが、メジャーに昇格することなく5月2日に40人枠から外れる。本拠地ソルトレイクの標高が1,288 mと高かったことから高山病の症状に悩まされ、腰痛・首痛・手のしびれから満足な投球をできなくなった。ソルトレイクでも24試合の登板で0勝4敗、防御率6.18、WHIP1.80の成績を喫し、7月17日にAA級アーカンソー・トラベラーズに降格し、アーカンソーでは9試合の登板に終わった。
2006年2月8日に首痛の悪化から現役引退を表明。最終的には左肘の手術回数は7回におよんだ。

### 現役引退後
現役引退後は生涯にわたって続けられる職に就くことを志し、大阪の洋食屋でアルバイトをしながら夜間に料理学校へ通い続けた。やがて腕を上げると自ら志願していたイタリアン料理店に移り、大阪から東京へ拠点を移し、2010年8月には東京目黒区自由が丘でカフェテラス&レストラン「ケチャップ自由が丘」を開店させ、翌2011年4月29日には同店舗をレストラン「Torattoria Giocatore（トラットリア・ジョカトーレ）」としてリニューアルオープンさせた。その後、店舗移転のため2019年1月限りで同店を閉店して物件を探していたところ、母校の福井工業大学を運営する学校法人金井学園から硬式野球部統括コーチへの就任を要請され、同年3月から学生指導を行っている。

## 選手としての特徴
投球フォームはスリークォーター。プロ入り当初は球速150 km/h近い速球と多彩な変化球で注目されていた。
オリックス時代はストレートが主体でスライダー・フォークボール・シュートも持ち球としていた。球速はないが、球のキレ・コントロールが持ち味で、左のワンポイント・リリーフとして活躍した。クロスファイヤー気味に投げ込むクセ球が特徴で、特に左打者に強かった。

## 詳細情報

### 年度別投手成績
| 年 度      | 球 団      | 登 板 | 先 発 | 完 投 | 完 封 | 無 四 球 | 勝 利 | 敗 戦 | セ 丨 ブ | ホ 丨 ル ド | 勝 率 | 打 者 | 投 球 回 | 被 安 打 | 被 本 塁 打 | 与 四 球 | 敬 遠 | 与 死 球 | 奪 三 振 | 暴 投 | ボ 丨 ク | 失 点 | 自 責 点 | 防 御 率 | W H I P |
| ---------- | ---------- | ----- | ----- | ----- | ----- | -------- | ----- | ----- | -------- | ----------- | ----- | ----- | -------- | -------- | ----------- | -------- | ----- | -------- | -------- | ----- | -------- | ----- | -------- | -------- | ------- |
| 1992       | 大洋 横浜  | 8     | 5     | 1     | 0     | 0        | 0     | 3     | 0        | --          | .000  | 112   | 25.0     | 27       | 4           | 14       | 0     | 1        | 18       | 1     | 0        | 15    | 14       | 5.04     | 1.64    |
| 1993       | 大洋 横浜  | 1     | 1     | 0     | 0     | 0        | 0     | 1     | 0        | --          | .000  | 4     | 0.0      | 3        | 2           | 1        | 0     | 0        | 0        | 0     | 0        | 4     | 4        | ----     | ----    |
| 1994       | 大洋 横浜  | 11    | 1     | 0     | 0     | 0        | 0     | 1     | 0        | --          | .000  | 71    | 14.1     | 24       | 4           | 7        | 0     | 0        | 12       | 2     | 0        | 13    | 10       | 6.28     | 2.16    |
| 1995       | オリックス | 1     | 1     | 0     | 0     | 0        | 1     | 0     | 0        | --          | 1.000 | 23    | 6.0      | 5        | 1           | 0        | 0     | 0        | 8        | 0     | 0        | 1     | 1        | 1.50     | 0.83    |
| 1996       | オリックス | 1     | 0     | 0     | 0     | 0        | 0     | 0     | 0        | --          | ----  | 1     | 0.0      | 1        | 0           | 0        | 0     | 0        | 0        | 0     | 0        | 0     | 0        | ----     | ----    |
| 1997       | オリックス | 68    | 0     | 0     | 0     | 0        | 1     | 2     | 2        | --          | .333  | 219   | 51.2     | 46       | 2           | 21       | 2     | 0        | 33       | 2     | 0        | 14    | 13       | 2.26     | 1.30    |
| 1998       | オリックス | 55    | 0     | 0     | 0     | 0        | 3     | 0     | 0        | --          | 1.000 | 139   | 33.1     | 30       | 2           | 11       | 2     | 1        | 31       | 1     | 0        | 8     | 7        | 1.89     | 1.23    |
| 1999       | オリックス | 30    | 0     | 0     | 0     | 0        | 0     | 0     | 0        | --          | ----  | 58    | 12.0     | 14       | 2           | 9        | 2     | 1        | 9        | 1     | 1        | 4     | 4        | 3.00     | 1.92    |
| 2000       | オリックス | 9     | 2     | 0     | 0     | 0        | 0     | 1     | 0        | --          | .000  | 80    | 17.1     | 20       | 1           | 8        | 0     | 0        | 13       | 0     | 0        | 12    | 10       | 5.19     | 1.62    |
| 2001       | 西武       | 48    | 0     | 0     | 0     | 0        | 2     | 1     | 0        | --          | .667  | 222   | 49.2     | 51       | 5           | 20       | 6     | 4        | 25       | 1     | 1        | 23    | 22       | 3.99     | 1.43    |
| 2002       | 西武       | 35    | 0     | 0     | 0     | 0        | 0     | 0     | 0        | --          | ----  | 176   | 40.0     | 47       | 2           | 8        | 1     | 2        | 26       | 2     | 0        | 10    | 8        | 1.80     | 1.38    |
| 2003       | 西武       | 2     | 0     | 0     | 0     | 0        | 0     | 0     | 0        | --          | ----  | 14    | 3.0      | 4        | 2           | 1        | 0     | 0        | 1        | 0     | 0        | 3     | 3        | 9.00     | 1.67    |
| 通算：12年 | 通算：12年 | 269   | 10    | 1     | 0     | 0        | 7     | 9     | 2        | --          | .438  | 1119  | 252.1    | 272      | 27          | 100      | 13    | 9        | 176      | 10    | 2        | 107   | 96       | 3.42     | 1.47    |

- 各年度の太字はリーグ最高
- 大洋（横浜大洋ホエールズ）は、1993年に横浜（横浜ベイスターズ）に球団名を変更

### 記録
- 初登板：1992年5月9日、対読売ジャイアンツ7回戦（横浜スタジアム）、7回表2死に2番手で救援登板、1回1/3を無失点
- 初先発・初完投：1992年5月13日、対広島東洋カープ7回戦（広島市民球場）、8回2失点で敗戦投手
- 初奪三振：同上、2回裏に山田和利から
- 初勝利・初先発勝利：1995年10月2日、対近鉄バファローズ26回戦（グリーンスタジアム神戸）、6回1失点
- 初セーブ：1997年6月1日、対近鉄バファローズ8回戦（大阪ドーム）、11回裏2死に5番手で救援登板・完了、1/3回無失点

### 背番号
- 34（1991年 - 1994年）
- 12（1995年 - 2000年）
- 43（2001年 - 2003年）